# Construcción del Estado de las autonomías
La construcción del Estado de las autonomías fue un proceso por el cual las regiones de España accedieron a la autonomía tras la promulgación de la Constitución española de 1978. Comenzó en 1979 y acabó en 1995. Se conformaron diecisiete comunidades autónomas y dos ciudades autónomas.

## Antecedentes
La historia de la organización territorial de España, en sentido moderno, es un proceso iniciado en el siglo XVI con la unión dinástica de la Corona de Aragón y la Corona de Castilla, la conquista del Reino de Granada y posteriormente el Reino de Navarra.
De gran importancia fue la división territorial de España en 1833. El decreto de noviembre de ese año, promulgado por el ministro de  Fomento Javier de Burgos, dejaba claro que la nueva organización territorial del Estado estaría compuesta exclusivamente por  Municipios y Provincias, situación que perduró hasta 1978, con el paréntesis republicano de 1931-1938. A nivel judicial, existían las Audiencias Territoriales, que eran, por el momento, una de las pocas instancias que agrupaban varias provincias, junto con las regiones militares.

## Preautonomía
La preautonomía fue un sistema puente, al que se acogieron la mayoría de las regiones españolas con proyectos autonomistas en la etapa transitoria hacia la democracia en los años 70 del siglo XX.
Ya en julio de 1976, el Gobierno Suárez hace una declaración programática en la que anuncia la institucionalización de las regiones en régimen de autonomía y la posibilidad de acudir a fórmulas intermedias y provisionales, que fueran preparando el camino a la autonomía. De esta manera se podría lograr el paso paulatino de la legalidad centralizada vigente a una cierta "descentralización administrativa", de carácter provisional y transitorio, antes de que se promulgara la Constitución.
En 1977, se producen las primeras elecciones generales democráticas. Las Cortes formadas a partir de estas elecciones serían las encargadas de elaborar la Constitución de 1978, pero también jugarían un papel destacado en la construcción del Estado de las Autonomías. De estas Cortes Generales surgieron las llamadas Asambleas Parlamentarias Regionales. Se trataba de reuniones  en las que participaban, bajo su propia iniciativa, los diputados y senadores que habían sido elegidos por cada provincia, con el objeto de constituir una comunidad autónoma. Serían pioneras las provincias de Guipúzcoa, Álava y Vizcaya, cuyos representantes tuvieron su primera reunión el 10 de junio de 1977. Poco tiempo después, las provincias catalanas seguirían el ejemplo.
Esta iniciativa causaba preocupación en el Ministerio para las Regiones, ya que no existía un marco constitucional para llevarla a cabo. De hecho, «la creación de órganos parlamentarios regionales escapaba a la legalidad vigente».De todas formas, Manuel Clavero Arévalo, ministro encargado de pivotar hacia las autonomías, declaró que «esperar a la Constitución parecía lo ideal, pero la política, especialmente en los momentos de transición, no es pura racionalidad, y de haberse tomado dicha decisión, se hubiera puesto en peligro el camino hacia la democracia». Así mismo, le parecía que debía evitar el riesgo de reconocer solo el régimen autonómico a Cataluña y País Vasco, dos regiones desarrolladas económicamente, «dejando al resto bajo el centralismo de Madrid».
Esta experiencia, iniciada por vascos y catalanes, iniciaría una «dinámica de emulación en los demás territorios del Estado, protagonizada por los diputados y senadores salidos de las primeras elecciones democráticas», dando lugar a la famosa expresión «Café para todos». La diferencia radica en que, si bien en País Vasco y Cataluña existían acuerdos preelectorales al respecto, la constitución de estas asambleas fue un fenómeno «improvisado y relativamente espontáneo».
Las Asambleas Regionales se fueron constituyendo por todo el país. Fueron las principales interlocutoras con el Gobierno en la primera etapa. Las Diputaciones Provinciales, por su parte, expresión del poder local, no serían elegidas aún democráticamente hasta las elecciones municipales de 1979, por lo que no disponían de esa legitimidad de las urnas. El Gobierno, a petición de estas Asambleas, fue creando los llamados entes preautonómicos, que iba a ejercer las competencias de gestión transferidas.
El Real Decreto-Ley de 29 de septiembre de 1977 restableció, con carácter provisional, la Generalidad de Cataluña, seguido del de 4 de enero de laño siguiente, que creó el Consejo General del País Vasco, con lo que se dieron los pasos previos para sentar los principios básicos de la organización del Estado autonómico, en aquellos momentos aún pendiente de diseñar. En  el año 1978 accedieron a la Preautonomía: Galicia (16 de marzo), Aragón, Canarias y Valencia (17 de marzo), Andalucía (24 de abril), Baleares, Extremadura y Castilla y León (13 de junio) Asturias y Murcia (27 de septiembre) y el 31 de octubre Castilla-La Mancha.
En poco más de un año se había diseñado un mapa regional previo, constituido por 13 Entes Preautonómicos, cuyos órganos de gobierno estaban en funcionamiento, y tenían un carácter provisional para no condicionar la elaboración del proyecto de Constitución, realizado, precisamente, en el transcurso de 1978. Esta era una cuestión primordial, que se plasmaba igualmente en la provisionalidad de las provincias que integraban el Ente Preautonómico.
Por ejemplo, en el caso de Castilla y León, se planteó que las provincias de Logroño y Santander pudieran formar parte de la comunidad autónoma. Finalmente, en el mapa regional posterior aparecerían dos nuevas comunidades: La Rioja y Cantabria, respectivamente. Además de una ausencia de vocación regionalista generalizada, también se argumentó que La Rioja podía servir como un espacio territorial intermedio entre el País Vasco y Navarra, pues era voluntad de los navarros recuperar sus derechos históricos y constituirse como Comunidad Foral.

## El Estado de las autonomías en la Constitución
La Constitución española de 1978 no estableció un modelo territorial acabado, sino que configuró lo que Jesús Leguina Villa denominó «Estado unitario regionalizable», es decir, un Estado que permitía el acceso a la autonomía de las nacionalidades y regiones, estableciendo para ello una serie de procedimientos que darían lugar a una posterior regionalización de la totalidad del territorio. El nuevo modelo de Estado políticamente descentralizado fue construido en los años posteriores a la promulgación de la Constitución.
Durante el debate de elaboración de la Constitución, el artículo 145, que prohíbe federarse a las Comunidades autónomas, tuvo el apoyo de la mayoría de grupos parlamentarios. Únicamente el PNV votó a favor de suprimirlo. De esta forma, quedaba despejado el «fantasma» federal, como lo denominaba el senador de UCD Luis González Seara. Frente a esta posición, otra minoría nacionalista, el grupo de Entesa del Catalans del Senado logró introducir la posibilidad de que las comunidades celebren convenios temporales entre sí.
Por su parte, la aprobación de las listas de competencias correspondientes al Estado o atribuibles a las Comunidades autónomas se desarrolló sin grandes obstáculos, ya que se trataba de temas negociados previamente.
También se hubo consenso en las Cortes para no incluir el derecho de autodeterminación. El diputado de la coalición electoral Euskadiko Ezkerra (EE),Francisco Letamendia presentó una enmienda para incluir un nuevo título que regulara el derecho de autodeterminación de los pueblos de España. Únicamente sería apoyada por los votos del propio Letamendía y del PNV, partidario a la autodeterminación pero que tampoco defendía su incorporación en el texto constitucional. La enmienda quedaría rechazada por un total de 268 votos en contra, frente a 5 a favor. Se abstuvieron nueve diputados de la Minoría Catalana, lo que provocó gran irritación en el Gobierno.

### Vías de acceso a la autonomía
La Constitución establece dos formas de acceder a la autonomía: la vía lenta, establecida en el artículo 143, y la vía rápida, establecida en el artículo 151. Además, incorpora una serie de excepciones en el artículo 144 y en disposiciones adicionales y transitorias.

#### Vía lenta
La vía lenta de acceso a la autonomía está descrita en el artículo 143 de la Constitución española. Utilizando esta vía se accede a una autonomía reducida. Las comunidades que se forman mediante la vía lenta no disponen de todas las competencias al momento de constituirse: solo pueden asumir las competencias establecidas en el artículo 148.1 de la Constitución. Para poder recibir el resto de competencias que no son exclusivas del Estado, deben esperar cinco años y reformar sus estatutos de autonomía.
La Constitución establece que pueden acceder a la autonomía utilizando la vía lenta todas las provincias españolas limítrofes que tienen elementos históricos, culturales y territoriales comunes, los territorios insulares, y las provincias con entidad regional histórica.
La iniciativa del proceso autonómico mediante la vía lenta la tienen las diputaciones provinciales o cabildos insulares y las dos terceras partes de los municipios cuya población represente al menos, la mayoría del censo electoral de cada provincia o isla. Estos requisitos deben ser cumplidos en el plazo de seis meses desde el primer acuerdo adoptado al respecto. Si la iniciativa autonómica no prospera, deben pasar cinco años para reiterar.

#### Vía rápida
La vía rápida de acceso a la autonomía está descrita en el artículo 151 de la Constitución española. Esta vía permite obtener un mayor nivel de autogobierno desde el principio pero tiene unos requisitos más exigentes que la vía lenta. Las comunidades que se forman mediante la vía rápida pueden asumir las competencias del artículo 148.1 y las competencias que no se establecen en el artículo 149 como exclusivas del Estado.
La Constitución establece que pueden acceder a la autonomía utilizando la vía rápida todas las provincias españolas limítrofes que tienen elementos históricos, culturales y territoriales comunes, los territorios insulares, y las provincias con entidad regional histórica.
La iniciativa del proceso autonómico mediante la vía rápida la tienen las diputaciones provinciales o cabildos insulares que desean formar una comunidad autónoma y las tres cuartas partes de los municipios cuya población represente al menos, la mayoría del censo electoral de cada provincia o isla.
A continuación, los diputados y senadores de las Cortes Generales elegidos en dichas provincias o islas se constituyen en asamblea y se encargan de elaborar el proyecto de estatuto de autonomía. Lo deben aprobar por mayoría absoluta. Posteriormente, el texto aprobado se remite a la Comisión Constitucional del Congreso para determinar junto con la asamblea la formulación definitiva del texto.
Después, el proyecto de estatuto debe ser aprobado mediante referéndum por el voto afirmativo de la mayoría absoluta de los electores de cada provincia. Nótese que no es suficiente obtener el respaldo de la mayoría absoluta de los votantes, sino que requiere la mayoría absoluta de los electores en cada provincia.
Finalmente, ambas cámaras de las Cortes Generales deben ratificar el proyecto de estatuto.
Las regiones que habían plebiscitado estatutos de autonomía durante la Segunda República Española y disponían de regímenes preautonómicos al promulgase la Constitución contaban con una ventaja procedimental: la disposición transitoria segunda de la Constitución permitía a estas regiones acceder a la autonomía utilizando la vía rápida pero sin hacer frente a los exigentes requisitos del artículo 151.1. Estas regiones eran País Vasco, Cataluña y Galicia.

#### Vía excepcional
El artículo 144 de la Constitución establece una serie de excepciones a los procedimientos de los artículos 143 y 151 que permiten a las Cortes Generales actuar por motivos de interés nacional. Su apartado 144.a permite a las Cortes Generales constituir una comunidad autónoma uniprovincial si no reúne las condiciones del artículo 143.1. Esto ocurrió con la Comunidad de Madrid, mediante la aprobación de la Ley Orgánica 6/1982, por la que se autoriza la constitución de la Comunidad Autónoma de Madrid.
En el apartado 144.b permite a las Cortes Generales autorizar un estatuto de autonomía para territorios que no estén integrados en la organización provincial. Esto ocurrió con las ciudades de Ceuta y Melilla. Además este apartado permitiría dotar de autonomía a Gibraltar en el supuesto de que este territorio británico retornase a la soberanía española.
Por último, el apartado 144.c permite a las Cortes Generales sustituir la iniciativa de las corporaciones locales del artículo 143.2. Se utilizó por primera vez la previsión del artículo 144.c, mediante la aprobación de la Ley Orgánica 13/1980, para incorporar a Almería al proceso autonómico de Andalucía. Ello se debió a que, en el Referéndum sobre la iniciativa del proceso autonómico de Andalucía, en dicha provincia no se alcanzó la mayoría absoluta de votos afirmativos que exige el artículo 151.1 para la iniciativa autonómica.
Posteriormente, se empleó nuevamente el artículo 144.c, mediante la aprobación de la Ley Orgánica 5/1983, para incorporar a Segovia al proceso autonómico de Castilla y León.
La disposición adicional primera de la Constitución ampara y respeta los derechos históricos de los territorios forales (Álava, Guipúzcoa, Vizcaya y Navarra). Navarra utilizó esta disposición para acceder a la autonomía como comunidad foral.
La disposición transitoria quinta de la Constitución permite a las ciudades de Ceuta y Melilla constituirse en comunidades autónomas mediante aprobación por mayoría absoluta de sus ayuntamientos y autorización de las Cortes Generales siguiendo el artículo 144. No obstante, no llegaron a utilizar esta disposición y en 1995 se constituyeron como ciudades autónomas.

## Desarrollo
La construcción del Estado de las autonomías comenzó tras la promulgación de la Constitución española el 29 de diciembre de 1978, si bien existe un precedente en la Carta Autonómica de Puerto Rico y Cuba de 1897 o el régimen autónomo de la Guinea Ecuatorial en 1964.
País Vasco (1979), Cataluña (1979) y Galicia (1981) accedieron a la autonomía mediante la disposición transitoria segunda y el procedimiento del artículo 151.2, utilizando la vía rápida pero sin hacer frente a los exigentes requisitos del artículo 151.1. La disposición transitoria segunda se aplicaba solamente a estos tres territorios por haber plebiscitado estatutos de autonomía durante la Segunda República Española y disponer de regímenes preautonómicos.
Andalucía, que no podía aprovecharse de la ventaja procedimental de la disposición transitoria segunda, alcanzó la autonomía plena cumpliendo los requisitos de la vía rápida. El 28 de febrero de 1980 se celebró el referéndum de aprobación de su estatuto de autonomía, que requería el voto afirmativo de la mayoría absoluta de los electores de cada provincia. En la provincia de Almería no se alcanzó la mayoría necesaria. Entonces las Cortes Generales modificaron la Ley Orgánica de referéndum para posibilitar la sustitución de la iniciativa autonómica, en relación con las provincias donde hubiera fracasado la ratificación de aquella, permitiendo la creación de la comunidad autónoma de Andalucía por la vía rápida.
Los pactos autonómicos de 1981 entre UCD y PSOE organizaron el acceso a la autonomía del resto de regiones. Navarra (1982) accedió a la autonomía plena a través de la disposición adicional primera de la Constitución y el Amejoramiento del Fuero. El resto de las comunidades autónomas se constituyeron mediante la vía lenta. No obstante, la Comunidad Valenciana y Canarias, pese a pertenecer a la vía lenta, gozaron de competencias propias de la vía rápida gracias a las transferencias que les realizó el Estado General, en virtud de las leyes de transferencia.
Fruto de los pactos autonómicos de 1981, en julio de 1982 las Cortes Generales aprobaron el proyecto de Ley Orgánica de Armonización del Proceso Autonómico (LOAPA). Sin embargo, los nacionalistas presentaron recurso previo de inconstitucionalidad, que paralizó el proyecto de ley. En agosto de 1983 se publicó la sentencia del Tribunal Constitucional que estableció que el proyecto de ley no podía ser promulgado como ley orgánica ni como ley armonizadora y declaró inconstitucionales 14 de los 38 artículos del proyecto.
El artículo 144.a de la Constitución se utilizó para constituir la Comunidad de Madrid por motivos de interés nacional en julio de 1982.
La provincia de Segovia intentó conformar su propia comunidad autónoma pero ante la tardanza en marzo de 1983 el Gobierno utilizó el artículo 144.c de la Constitución para incorporar a Segovia al proceso autonómico de Castilla y León.
A partir de 1992, se produjo una relativa equiparación de competencias entre las comunidades de primer grado (vía rápida) y las de segundo grado (vía lenta) mediante los pactos autonómicos de 1992 entre PSOE y PP.
Los dos últimos estatutos de autonomía fueron los de Ceuta y Melilla (1995), que se establecieron como ciudades autónomas gracias al artículo 144.b.
Si bien de forma generalizada se da por cerrado la conformación del estado autonómico, es cierto que hay discrepancias sobre este asunto debido a la ambigüedad de la Carta Magna sobre ello y al artículo 143, este es uno de los argumentos principales del leonesismo. En el caso de León, el estatuto de Castilla y León evita toda disgregación del territorio.

## Estatutos de autonomía
En la siguiente tabla se muestran las comunidades autónomas y ciudades autónomas en orden de acceso a la autonomía. Se indica también la vía de acceso y la fecha de aprobación de su primer estatuto de autonomía.
| Posición | Nombre                     | Vía de acceso              | Aprobación                                                               |
| -------- | -------------------------- | -------------------------- | ------------------------------------------------------------------------ |
| 1        | País Vasco                 | Disp. trans. segunda       | 18 de diciembre de 1979 (LO 3/1979)                                      |
| 2        | Cataluña                   | Disp. trans. segunda       | 18 de diciembre de 1979 (LO 4/1979)                                      |
| 3        | Galicia                    | Disp. trans. segunda       | 6 de abril de 1981 (LO 1/1981)                                           |
| 4        | Andalucía                  | Art. 151 y art. 144.c (AL) | 16 de diciembre de 1980 (LO 13/1980) 30 de diciembre de 1981 (LO 6/1981) |
| 5        | Principado de Asturias     | Art. 143                   | 30 de diciembre de 1981 (LO 7/1981)                                      |
| 6        | Cantabria                  | Art. 143                   | 30 de diciembre de 1981 (LO 8/1981)                                      |
| 7        | La Rioja                   | Art. 143                   | 9 de junio de 1982 (LO 3/1982)                                           |
| 8        | Región de Murcia           | Art. 143                   | 9 de junio de 1982 (LO 4/1982)                                           |
| 9        | Comunidad Valenciana       | Art. 143                   | 1 de julio de 1982 (LO 5/1982)                                           |
| 10       | Aragón                     | Art. 143                   | 10 de agosto de 1982 (LO 8/1982)                                         |
| 11       | Castilla-La Mancha         | Art. 143                   | 10 de agosto de 1982 (LO 9/1982)                                         |
| 12       | Canarias                   | Art. 143                   | 10 de agosto de 1982 (LO 10/1982)                                        |
| 13       | Comunidad Foral de Navarra | Disp. adic. primera        | 10 de agosto de 1982 (LO 13/1982)                                        |
| 14       | Extremadura                | Art. 143                   | 25 de febrero de 1983 (LO 1/1983)                                        |
| 15       | Islas Baleares             | Art. 143                   | 25 de febrero de 1983 (LO 2/1983)                                        |
| 16       | Comunidad de Madrid        | Art. 143 y art. 144.a      | 7 de julio de 1982 (LO 6/1982) 25 de febrero de 1983 (LO 3/1983)         |
| 17       | Castilla y León            | Art. 143 y art. 144.c (SG) | 25 de febrero de 1983 (LO 4/1983) 1 de marzo de 1983 (LO 5/1983)         |
| 18       | Ceuta                      | Art 144.b                  | 13 de marzo de 1995 (LO 1/1995)                                          |
| 19       | Melilla                    | Art 144.b                  | 13 de marzo de 1995 (LO 2/1995)                                          |